# Dekanat Wschodni (Estoński Kościół Prawosławny)
Dekanat wschodni – jeden z dwóch dekanatów wchodzących w skład eparchii tallińskiej Estońskiego Kościoła Prawosławnego.

## Parafie w dekanacie
- Parafia św. Ksenii Petersburskiej w Aseri
  - Cerkiew św. Ksenii Petersburskiej w Aseri
- Parafia Objawienia Pańskiego w Jõhvi
  - Cerkiew Objawienia Pańskiego w Jõhvi
- Parafia Opieki Matki Bożej w Kiviõli
  - Cerkiew Opieki Matki Bożej w Kiviõli
- Parafia Przemienienia Pańskiego w Kohtla-Järve
  - Cerkiew Przemienienia Pańskiego w Kohtla-Järve
- Parafia św. Sergiusza z Radoneża w Paldiski
  - Cerkiew św. Sergiusza z Radoneża w Paldiski
  - Cerkiew św. Pantelejmona w Paldiski
- Parafia Narodzenia Matki Bożej w Rakvere
  - Cerkiew Narodzenia Matki Bożej w Rakvere
- Parafia Kazańskiej Ikony Matki Bożej w Sillamäe
  - Cerkiew Kazańskiej Ikony Matki Bożej w Sillamäe
  - Cerkiew Soboru św. Michała Archanioła i innych Sił Niebiańskich w Sillamäe
- Parafia św. Jerzego Zwycięzcy w Tartu
  - Cerkiew św. Jerzego Zwycięzcy w Tartu